# Créteil-Pointe du Lac
Créteil - Pointe du Lac è una stazione della linea 8 della Metropolitana di Parigi sita nel comune di Créteil, inaugurata l'8 ottobre 2011.

## La stazione
La stazione è il nuovo capolinea orientale della linea. È una stazione di superficie situata all'estremo sud di Créteil, al limite di Valenton, a 1,3 km a sud della stazione Créteil - Préfecture, ex capolinea della linea, dal 1974 al 2011.
Consente di collegare a Parigi il quartiere della Pointe du Lac, lo stadio della squadra Créteil e il quartiere d'affari Europarc. Parallelamente a questo progetto, si è provveduto a realizzare la nuova linea di bus 393 che collega tra l'altro la stazione del métro alla stazione Sucy-Bonneuil della RER A, e alla futura stazione Créteil-Pompadour della RER D.

## Interconnessioni
- Bus RATP - 117, 393
- Bus altri - SETRA, 23
- Bus Optile - STRAV, K